# Mitologia tibetana

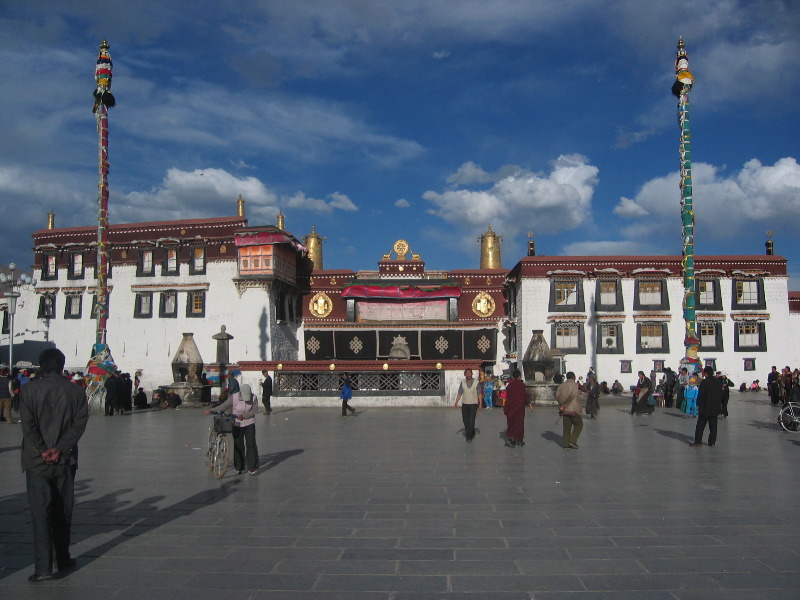
El temple de Jokhang al Tibet

La mitologia tibetana fa referència a les històries tradicionals i religioses que han estat transmeses pel poble tibetà. La mitologia tibetana consisteix principalment en la mitologia nacional derivada de la cultura tibetana, així com en la mitologia religiosa tant del budisme tibetà com de la religió Bön. Aquests mites sovint es transmeten oralment, a través de rituals o de l'art tradicional com les escultures o de les pintures en coves. També presenten una varietat de criatures diferents que van des dels déus fins als esperits i els monstres que tenen un paper important en la mitologia tibetana, alguns d'aquests mites han irromput als mitjans de comunicació occidentals, el més notable és l'abominable home de les neus: el Yeti.

## Mitologia nacional
La mitologia nacional tibetana té l'origen en la història del país i es va transmetre de boca en boca, o a través d'obres d'art, així com les pintures rupestres. Aquestes últimes inclouen déus i criatures mitològiques sagrades com l'àguila gran del cel de cinc urpes, i també registren informació sobre com vivia el poble tibetà.

### Mite de la creació
En el mite de la creació tibetà, es considera que el Pha Trelgen Changchup Sempa és l'avantpassat mico del poble tibetà. S'han presentat moltes versions d'aquest mite. En la versió més acceptada, l'avantpassat del mico va arribar al Tibet quan el món estava cobert d'aigua i tenia fills petits. Aquests nens finalment van aprendre a utilitzar les eines, cultivar la terra,i es van convertir en autosuficients. El poble tibetà és descendent d'aquesta civilització.

### Mites del paisatge tibetà
Molts mites tradicionals tibetans es basen en el fet que el seu paisatge únic està situat dalt d'un altiplà i entre moltes muntanyes. Alguns d'aquests mites notables inclouen "Homes salvatges de les estepes tibetanes", que explica la història de grups d'homes salvatges peluts que es deia que vivien als cims del Tibet entre la neu i els mítics lleons blancs. Alguns deien que eren salvatges peluts i nus, i els mongols es referien a ells com a homes salvatges o bamburshe. Altres han dit que les petjades d'aquests suposats homes salvatges eren en realitat dels óssos. L'anacoreta incrustat és un altre mite que es refereix als monjos que es troben confinats dins d'un espai fosc, i de parets pedregoses només aptes per a una persona i en les quals meditarien tota la seva vida, amb un sol forat present per poder estar, menjar i beure-hi. Aquests monjos fan el vot de viure la seva vida a la foscor i aquests murs de pedra no són només el lloc on passen tota la seva vida, sinó també la seva tomba. Tot i tenir molts mites nacionals tibetans que es basen en la cultura i l'entorn del Tibet, hi ha molts mites que comparteixen similituds amb la mitologia d'altres cultures, ja que el Tibet comparteix fronteres entre diferents països. Això inclou l'èpica del rei Gesar, una balada que segueix la història d'un senyor valent i sense por, Gesar del mític regne de Gling, i les diferents gestes heroiques que va aconseguir. Tot i que aquest és un mite que és un mite tibetà conegut en forma de poema èpic que encara s'està cantant en forma de balada per molts al Tibet, Mongòlia i gran part de l'Àsia central.

## Budisme
La mitologia religiosa present a la mitologia tibetana prové principalment del budisme Vajrayana i de la religió Bön. Tot i que les dues són religions separades, sovint es barregen dins la mitologia tibetana. El budisme es va estendre originàriament des de l'Índia fins al Tibet i molts mites s'han transmès a través de la forma d'obres d'art que involucren el Samsara, que és el cicle budista de vida i mort que està a la perdició del budisme. La religió bon, d'altra banda, és una religió tibetana que comparteix moltes creences amb el budisme i té molts mites que s'originen abans que el budisme s'introduís al país. La religió bon consisteix principalment a fer la pau entre els regnes humans i celestials i està estretament lligada al folklore tibetà. Conceptes religiosos com el nivell de realització també estan presents en aquesta categoria.

### Reencarnació
Les idees de reencarnació, així com de fantasmes i esperits també apareixen sovint en aquests mites, ja que el cicle del renaixement és un concepte que implica les ànimes com una forma temporal, on algunes ànimes es converteixen en fantasmes i deambulen pel món si aquest cicle s'interromp o no es pot completar. Per exemple, al Tibet hi ha una sèrie de narracions populars sobre la mort i el més enllà en el budisme, una història coneguda com "Un fantasma amb roba de monjo" és una d'aquestes narracions que representa els fantasmes com les ànimes persistents dels humans que no poden seguir endavant. i que per seguir endavant cal entendre el samsara així com reflexionar sobre la pròpia vida. Aquestes dues qualitats estan arrelades en el budisme. L'art budista s'utilitza sovint per registrar i mostrar mites i, sovint, és un art que requereix la participació activa de l'espectador per tal de crear significat per a la peça, això també vol dir que no només tracta d'explicar una història, sinó també retratar una mentalitat i una manera.de pensar. Aquesta idea en el budisme ha estat present a la mitologia tibetana des de fa molt de temps i sovint es veu a les escultures budistes al llarg de la història. Tot i que la religió Bon i el budisme són les principals religions d'on provenen la majoria dels mites, pel fet que el Tibet es trobi al sud-oest de la Xina i limiti amb Birmània, l'Índia, el Nepal i Bhutan, també hi ha molts mites que comparteixen les seves religions. Per exemple, de l'Índia, el dimoni hindú Jvarasura, la deïtat de la febre, també està present a la mitologia tibetana.

## Deïtats dins la mitologia tibetana
Hi ha una varietat de diferents divinitats dins de la mitologia tibetana i algunes d'aquestes deïtats més conegudes formen part de la mitologia nacional del Tibet o del budisme. Per això estan presents i són compartides entre moltes cultures.

### Déus de la muntanya
Els déus de les muntanyes són una de les criatures més notables, ja que el Tibet es troba a l'oest de la plana central de la Xina i està envoltat per moltes muntanyes. Així mateix està integrat dins un sistema muntanyós (els Himalaies), el quan inclou algunes de les muntanyes més altes del món. Això va donar lloc a molts mites sobre els déus de la muntanya. Es creia que cada muntanya tenia un déu que la guardava, i aquests déus es diferencien dels que feien el bé i el mal a la gent. Hi ha quatre grans muntanyes sagrades i, per tant, cadascuna d'aquestes muntanyes té un déu, juntament amb altres famosos cinc déus de les muntanyes. Aquests en conjunt es van anomenar els nou déus-creadors, i a les diferents zones del Tibet adoren a diferents déus. Aquests Déus de la Muntanya no són purament bons, sinó que es divideixen en bons i dolents (el be i el mal que sorgeix en totes les cultures). Els déus que van sorgir de les runes de les velles muntanyes eren bons i beneficiosos, ja que van haver d'enfrontar-se a reptes i dificultats per sorgir, mentre que els que van sorgir dels boscos verds exuberants eren considerats malvats, ja que es creia que ho tenien tot, per començar.

### Chenrezig
Sovint conegut com l'Avalokiteśvara o Guanyin, aquest bodhisattva és representat com a home o dona, depenent de la cultura de la cultura tibetana. Chenrezig és considerat com un bodhisattva masculí. Es considera que Chenrezig personifica la compassió de tots els Budes i es considera l'origen de la creació de Tara (budisme), el bodhisattva femení de la fortuna amb una sola llàgrima. Aquesta llàgrima al caure, va aterrar va crear un llac on Tãrã va emergir com un lotus.

### Vajrapani
Vajrapani té moltes formes a la mitologia tibetana, les principals són el Dharmapala o el Vajrapani-Acharya. La deïtat està representada en forma humana amb un sol cap i un tercer ull i porta un collaret fet de serps. Nilambara-Vajrapani es representa amb quatre o sis mans i amb un cap i un tercer ull amb una corona de cranis. Mahachakra-Vajrapani és una altra forma del Vajrapani, però a diferència de les formes anteriors, aquesta forma té tres caps, sis braços i dues cames, així com un tercer ull, amb una copa de crani a la mà esquerra. Moltes estàtues budistes i obres d'art que representen aquesta deïtat es troben a molts països com el Nepal, el Japó, l'Índia i Cambodja.

### Jampelyang
El Jampelyang també conegut sovint com Manjushri és el Bodhisattva de la saviesa i la visió i dins de la mitologia tibetana també es diu que té connexions amb el budisme Vajrayana, les tradicions del Tantra. Representat amb una espasa en flames a la mà dreta per reduir la ignorància i un lotus florit a la mà esquerra com a símbol de la saviesa plena. El Jampelyang apareix sovint en moltes obres d'art budistes i sovint es representa amb Chenrezig i Vajrapani com a divinitats protectores de la família.

## Criatures
Sovint apareixen diferents criatures mítiques dins de la mitologia tibetana, que van des de criatures que s'assemblen a animals com el lleó de les neus fins a esperits. Aquestes criatures estan presents tant en la mitologia religiosa com en la mitologia nacional i sovint són el resultat de l'entorn tibetà o es comparteixen entre molts països com a resultat de la difusió de la religió.

### El Ieti
El Ieti és una de les criatures mítiques més conegudes del món, la mitologia tibetana també té una versió del mite del Yeti al costat dels mites xinesos i russos. Es pensavaque la gran criatura s'assemblava a un simi i en els últims anys aquest mite s'ha adaptat a diferents formes, com ara pel·lícules infantils com Abominable (pel·lícula del 2019) o Smallfoot (pel·lícula del 2018). Hi ha persones que diuen haver-lo vist a les muntanyes nevades al voltant del Tibet amb tocs de pell taronja i grans passos que s'observaven a la neu. Els informes del Yeti als mitjans occidentals van arribar al seu màxim al voltant dels anys 50, quan es van fer fotografies d'aquestes grans petjades a la neu.

### El lleó de les neus
El Lleó de les Neus és un animal celestial i l'emblema del Tibet, el seu aspecte és simbòlic de les serres nevades que formen la major part del Tibet. Es considera que viu a les muntanyes més altes i apareix sovint en altres històries, això fa que el lleó de les neus sovint es consideri el rei de les bèsties. Aquesta criatura va estar present a les monedes, bitllets, segells de correus i fins i tot a la bandera nacional del Tibet. El Senggeh Garcham o la dansa del lleó de neu encara es practica a zones del Tibet i és una dansa budista tradicional que la fan els monjos. Tot i que molt popular al Tibet, el lleó de les neus també està present al budisme i, per tant, també es poden veure estàtues i art del lleó de les neus als temples de la Xina, el Japó, l'Índia i parts de diferents regions de l'Himàlaia.

### Cavall de Vent
El cavall del vent prové del budisme tibetà al Tibet. Es pensava que eren criatures poderoses que capaçes de portar els desitjos i les oracions de la gent als déus utilitzant la força del vent. Aquestes criatures mítiques solen estar presents a les banderes de pregària com a símbol de sort i es creu que poden canviar aspectes del món. Les banderes de pregària tibetanes provenen de la religió Bon i sovint s'enfilen per les muntanyes del Tibet i la regió més gran de l'Himàlaia per beneir les regions. Les banderes estan fetes de tela i sovint són de colors vius i s'enfilen amb corda. Es creu que aquestes banderes per al cavall de vent augmenten els aspectes positius de la vida i, per tant, sovint es col·loquen a les regions més altes de les zones beneïdes, com ara les copes dels arbres.

### Fantasmes
Altres mites tibetans comuns són els fantasmes tibetans, això sovint es deu al budisme i, per tant, hi ha moltes similituds amb els mites sobre fantasmes a l'Índia. Aquests incorporen fantasmes famolencs que són un símbol de la cobdícia i l'incompliment del tulpa, que és una manifestació dels desitjos dels monjos d'alt rang. Aquests fantasmes estan profundament lligats a la cultura tibetana amb una cerimònia religiosa anual que se celebra cap a finals d'any per desfer-se de tota l'energia negativa, els esperits o la mala sort per rebre l'any nou.